# Boleyn Ground
Pour les articles homonymes, voir Upton Park et Boleyn.
 (mars 2025).
Boleyn Ground est un ancien stade de football situé dans l'est de Londres. C'est l'ancien siège du club de West Ham United. Il est plus souvent appelé Upton Park, du nom du quartier où il se trouve.

## Histoire
Ce stade de 35 647 places fut inauguré le 1er septembre 1904 par un match de championnat de Southern League West Ham United-Millwall. Le record d'affluence est de 42 322 spectateurs le 17 octobre 1970 pour un match de championnat West Ham United-Tottenham Hotspur. 
Le terrain fut équipé d'un système d'éclairage pour les matchs en nocturne en avril 1953.
Le dernier match de West Ham dans ce stade s'est joué contre Manchester United le 10 mai 2016. Les Hammers rejoignent ensuite leur nouveau stade : le stade olympique. Le Boleyn Ground représentait pour les supporters et les suiveurs anglais l'un des derniers symboles des stades anglais à l'ancienne comme l'était aussi Highbury .
Le stade est largement démoli en 2017.